# Petrovice (ort i Tjeckien, Mellersta Böhmen, lat 49,55, long 14,34)
Petrovice är en ort i Tjeckien.   Den ligger i regionen Mellersta Böhmen, i den centrala delen av landet, 60 km söder om huvudstaden Prag. Petrovice ligger 453 meter över havet och antalet invånare är 1 362.
Terrängen runt Petrovice är platt åt sydväst, men åt nordost är den kuperad. Runt Petrovice är det ganska glesbefolkat, med 35 invånare per kvadratkilometer. Närmaste större samhälle är Milevsko, 11,6 km söder om Petrovice. Omgivningarna runt Petrovice är en mosaik av jordbruksmark och naturlig växtlighet.

## Galleri

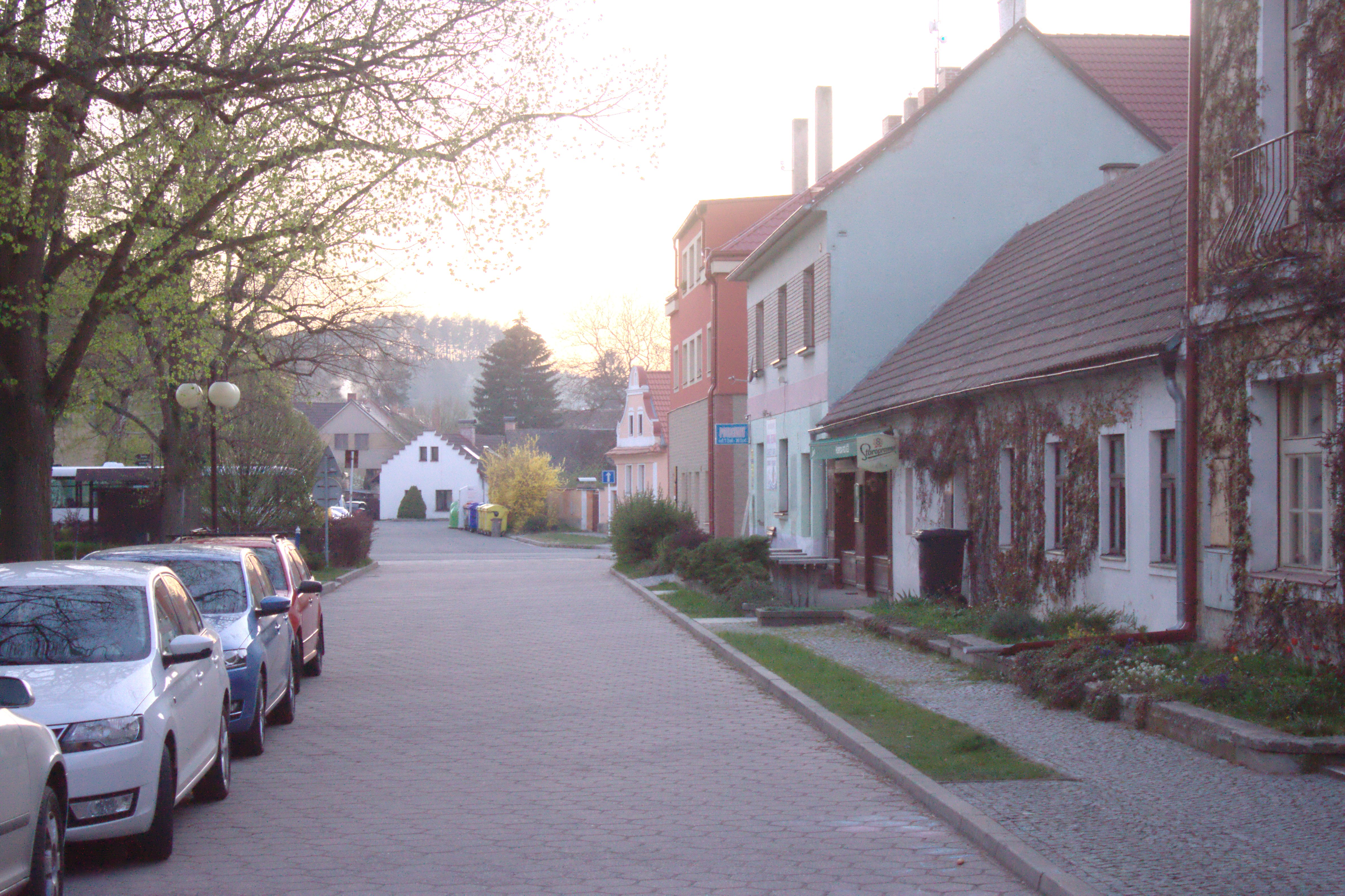
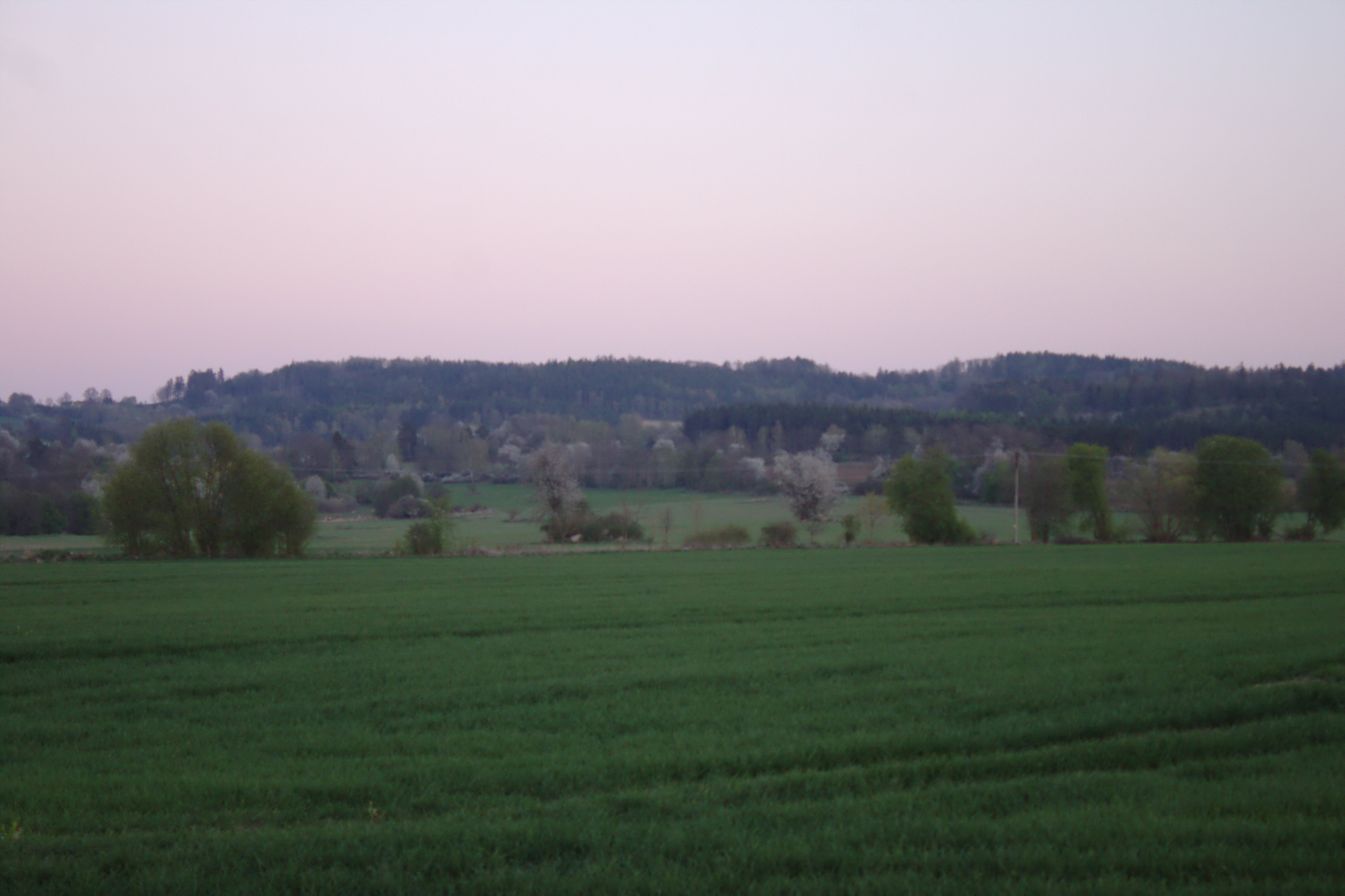
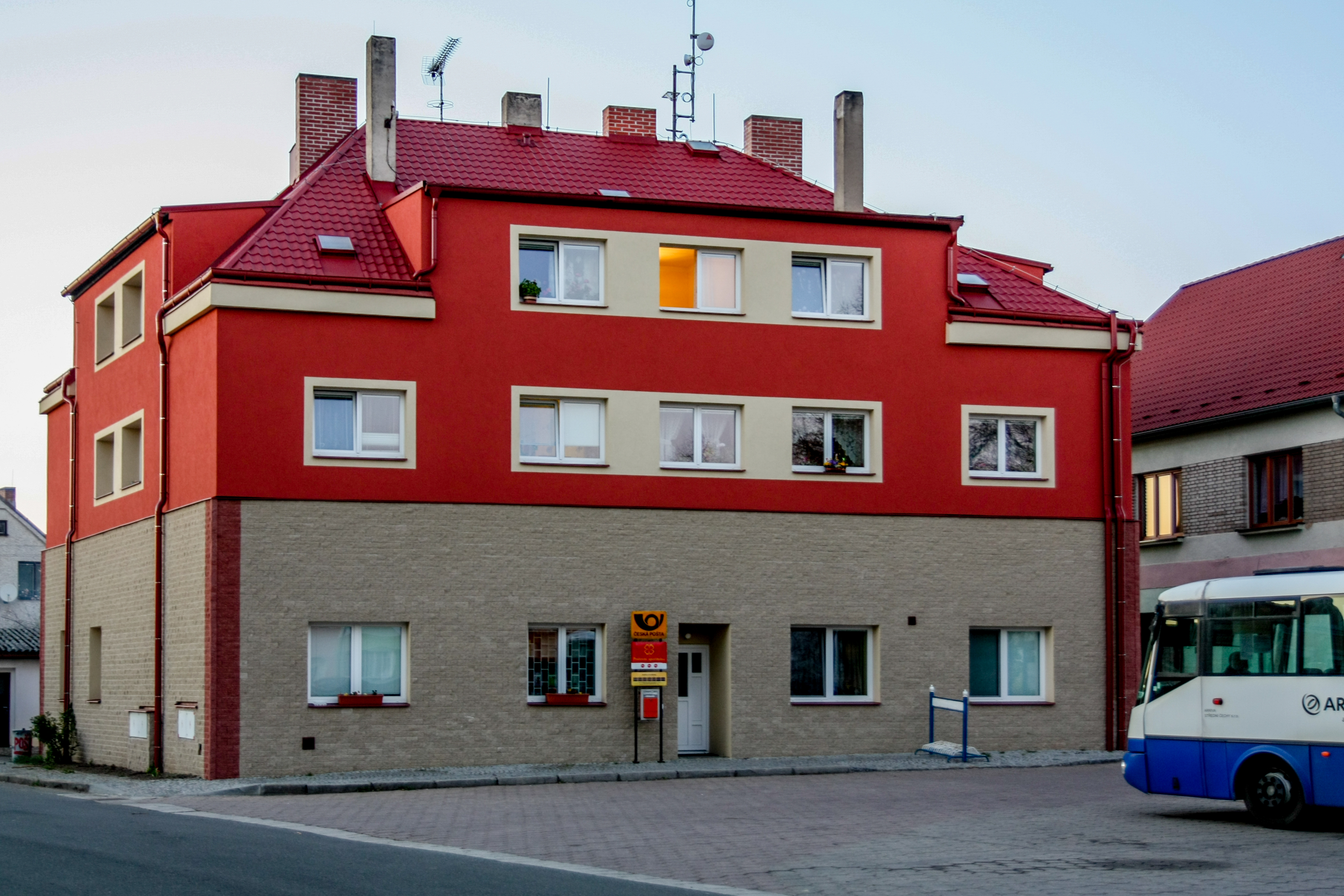